# Linköping RK
Linköpings RK är en rugbyklubb från Linköping som grundades 1998 och har sin hemmaplan vid G:a motorstadion i Ryd och klubblokalen är belägen vid Ryds centrum.  
Klubben var från början en farmaklubb till NRK Trojan men de senaste åren har Linköping RK kunnat stå på egna ben och haft ett eget herrlag i seriesystemet. 
Linköpings RK har även ett damlag som de har tillsammans med NRK Trojan. 
Klubbens märke är en Grip och klubbens färger är blått, svart och vitt